# Potemkine (album)
Pour les articles homonymes, voir Potemkine.
Albums de Jean Ferrat
La Montagne
(1964) Maria
(1966)
Potemkine est un album studio de Jean Ferrat sorti en 1965.
Le titre fait référence à la célèbre mutinerie des marins du cuirassé Potemkine en 1905 (qui a également inspiré un film d'Eisenstein). La chanson éponyme a été écrite par Georges Coulonges. Jean Ferrat a été interdit d'ORTF à cause de cette chanson. 

## Titres
Toute la musique est composée par Jean Ferrat.
| No  | Titre                                                            | Paroles           | Durée |
| --- | ---------------------------------------------------------------- | ----------------- | ----- |
| 1.  | Potemkine                                                        | Georges Coulonges | 2:48  |
| 2.  | C'est si peu dire que je t'aime                                  | Louis Aragon      | 2:50  |
| 3.  | Les Belles Étrangères                                            | Michelle Senlis   | 2:45  |
| 4.  | Je ne chante pas pour passer le temps                            | Jean Ferrat       | 2:34  |
| 5.  | La Voix lactée                                                   | Jean Ferrat       | 3:02  |
| 6.  | C’est toujours la première fois                                  | Jean Ferrat       | 2:53  |
| 7.  | Le Sabre et le Goupillon                                         | Jean Ferrat       | 2:42  |
| 8.  | Raconte-moi la mer                                               | Claude Delécluse  | 4:15  |
| 9.  | À l’été de la Saint-Martin                                       | Jean Ferrat       | 2:30  |
| 10. | On ne voit pas le temps passer (du film La Vieille Dame indigne) | Jean Ferrat       | 2:16  |

## Crédits
- Arrangements et direction musicale : Alain Goraguer
- Prise de son : Claude Achallé
- Enregistrement au studio « A » Barclay :
  - Orchestre : 2, 4 et 6 novembre 1965
  - Re-recording : 3, 6 et 8 novembre 1965
- Crédits visuels pochette : photos Jean Texier[3] (recto) et Jean-Pierre Leloir (verso)